# Éclaron-Braucourt-Sainte-Livière
Éclaron-Braucourt-Sainte-Livière település Franciaországban, Haute-Marne megyében. Lakosainak száma 2011 fő (2022. január 1.). Éclaron-Braucourt-Sainte-Livière Ambrières, Giffaumont-Champaubert, Sainte-Marie-du-Lac-Nuisement, Landricourt, Allichamps, Frampas, Humbécourt, Laneuville-au-Pont, Louvemont, Moëslains, Planrupt és Valcourt községekkel határos.

## Népesség
A település népességének változása:
| Lakosok száma | 2072 | 2062 | 2085 | 2019 | 2027 | 2017 | 2017 | 2014 | 2011 |
|               | 2013 | 2015 | 2016 | 2017 | 2018 | 2019 | 2020 | 2021 | 2022 |